# Svenska kraftnät

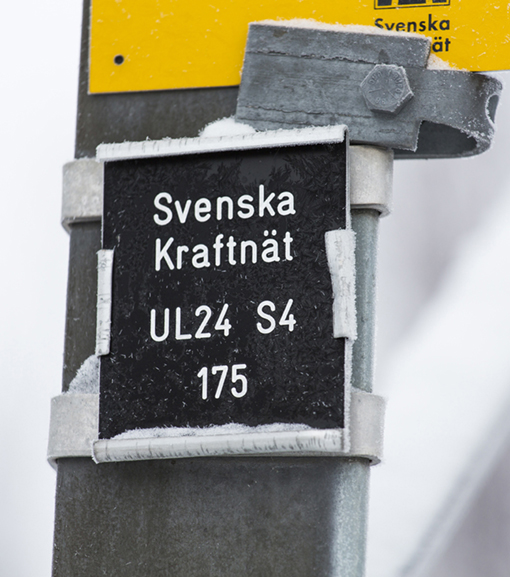
Svenska kraftnät, markering på kraftledningsstolpe.

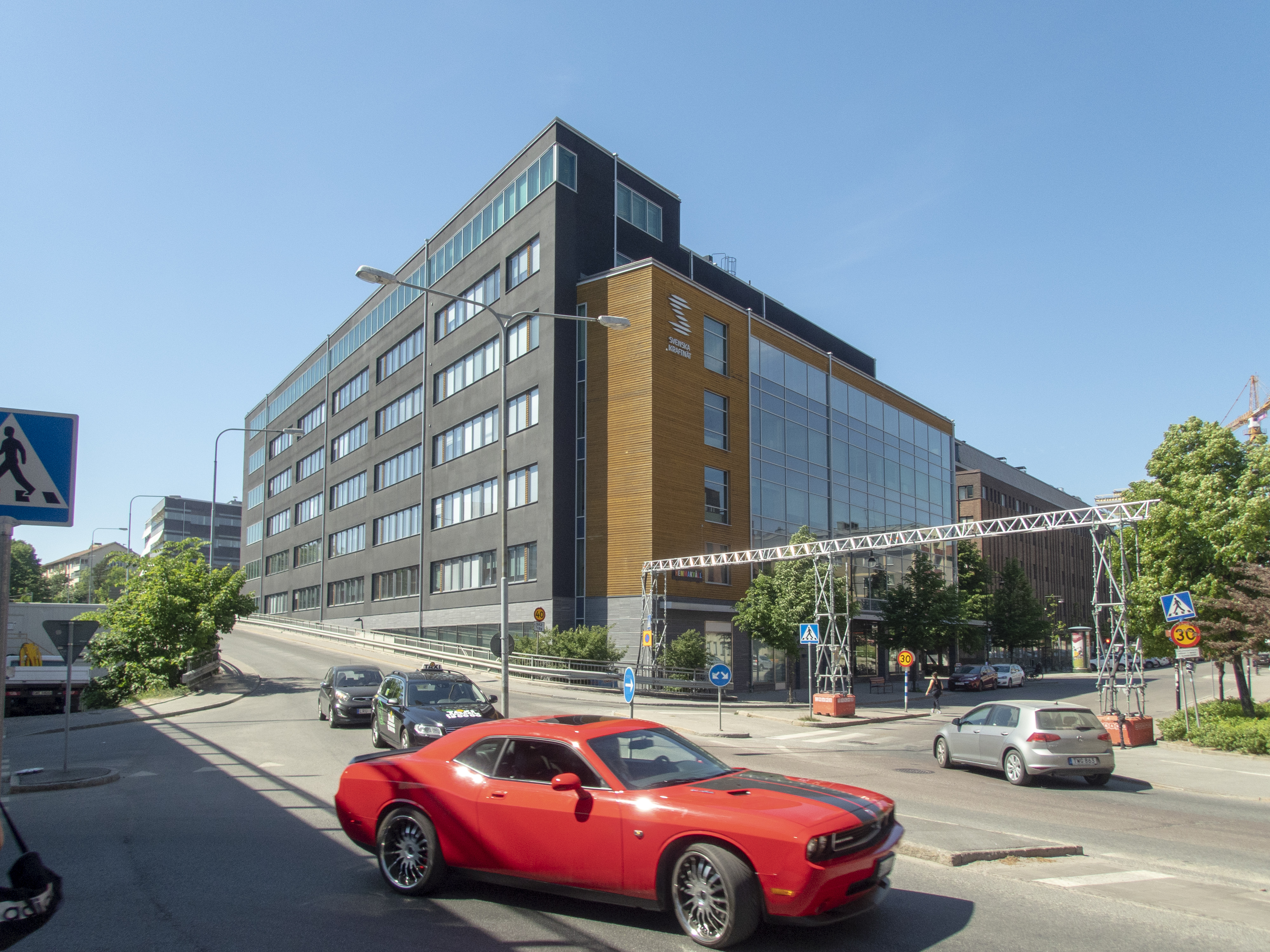
Svenska kraftnäts huvudkontor i Sundbyberg

Svenska kraftnät, formellt Affärsverket svenska kraftnät,  är ett statligt affärsverk, som förvaltar svenska statens stamnät för elkraft och är systemansvarig myndighet för elförsörjningen i Sverige. Dessutom är Svenska kraftnät landets elberedskapsmyndighet, samt har i uppdrag att främja dammsäkerheten. Huvudkontoret ligger i Sundbyberg.
Myndigheten är från 1 oktober 2022 beredskapsmyndighet och ingår i beredskapssektorerna elektroniska kommunikationer och post samt energiförsörjning.

## Transmissionsnätet
På transmissionsnätets kraftledningar transporteras el från vind-, vatten- och kärnkraftverk till regionala och lokala nät som för elen vidare till elanvändarna via lokalnäten.
Det svenska transmissionsnätet för el består av 17 000 km kraftledningar, 200 transformator- och kopplingsstationer och 16 utlandsförbindelser. I sin utvecklingsplan beskrivs den utveckling och förstärkning av stamnätet som man planerar fram till och med år 2025. Nätutvecklingsplanen beskriver också anledningarna till att stamnätet behöver förstärkas.

## Balans i elsystemet
Svenska kraftnät är systemansvarig myndighet för elförsörjningen i Sverige. Det innebär ansvar att se till att det alltid råder kortsiktig balans mellan produktion och förbrukning av el i hela landet. Om det inte i varje ögonblick råder balans mellan den el som produceras och den el som förbrukas, riskerar landet att få stora störningar i elnätet med allvarliga konsekvenser som följd. Därför arbetar Svenska kraftnät dygnet runt i sina kontrollrum, där man övervakar att det alltid produceras lika mycket el som det förbrukas. 
Svenska kraftnät har inte ansvar för att det produceras tillräckligt för att motsvara förbrukningen i landet inklusive export. Det ansvaret vilar på de företag som är balansansvariga.

## Uppdrag
Det är regeringen som bestämmer vad Svenska kraftnät ska arbeta med. I sin instruktion till Svenska kraftnät anger regeringen verkets uppdrag. Varje år utfärdar regeringen ett regleringsbrev där det står vad Svenska kraftnät ska arbeta med under det kommande året.
I regleringsbrevet för år 2017 står det bland annat att Svenska kraftnät ska
- arbeta för att säkerställa att Sverige har en god effekttillgång och för att risken för effektbrist kan minskas
- gemensamt med övriga nordiska systemansvariga redovisa nätutvecklingsplaner för det nordiska kraftnätet med nordisk samhällsekonomisk nytta
- driva ett kostnadseffektivt elektroniskt kommunikationsnät för tele- och datakommunikation och arbeta för att göra det tillgängligt för aktörer som tillhandahåller elektroniska kommunikationer
- arbeta för att aktörer med uppgifter inom samhällets krisberedskap ansluter till och använder kommunikationssystemet Rakel.[6]

## Historik

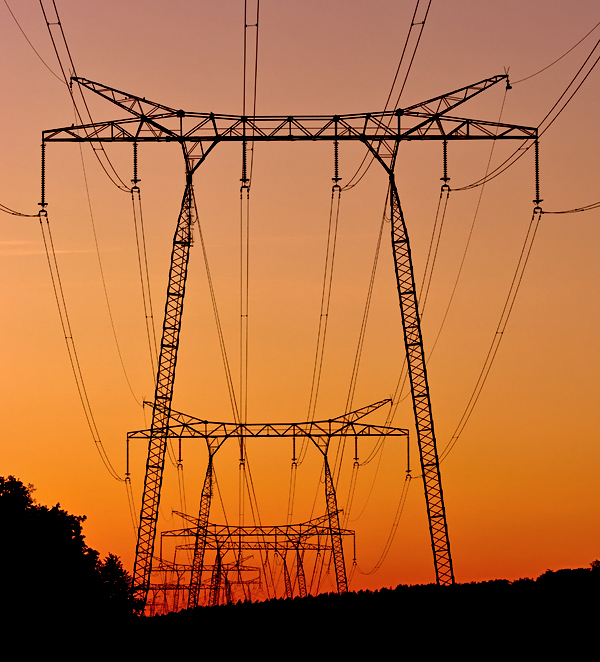
Kraftledningen för 400 kilovolt över Mälaröarna, en del av Svenska kraftnäts infrastruktur.

Myndigheten bildades 1992 som en förberedelse inför avregleringen av elmarknaden 1996. Svenska kraftnät och Vattenfall AB skapades genom att affärsverket Vattenfall delades upp. Svenska kraftnät fick ansvar för stamnätet medan Vattenfall AB tog hand om elproduktion och elleveranser samt elnät på spänningsnivåer under transmissionsnätets spänningsnivå.

## Svenska kraftnäts författningssamling
Som myndighet inom elförsörjningen har Svenska kraftnät rätt att utfärda föreskrifter med stöd av bestämmelser i bland annat förordningen (1997:294) om elberedskap, säkerhetsskyddsförordningen (1996:633), förordningen (2014:214) om dammsäkerhet och förordningen (2023:241) om det nationella elsystemet. Svenska kraftnäts föreskrifter publiceras i en särskild författningssamling, SvKFS.

## Generaldirektörer
- 1991–1996: Kjell Jansson
- 1998–2007: Jan Magnusson
- 2008–2017: Mikael Odenberg
- 2017–2019: Ulla Sandborgh
- 2019–2025: Lotta Medelius-Bredhe
- 2025-: Per Eckemark

## Miljöpriset
Svenska kraftnäts miljöpris delades ut under åren 2007 till 2010, till en viktig miljöinsats inom Svenska kraftnäts verksamhetsområde.

### Pristagare
- 2007: ABB AB och Ingemar Frycklund (delat pris)
- 2008: Torbjörn Thiringer och Ola Carlson vid Chalmers tekniska högskola
- 2009: Servicestaden Sverige AB och FLIR Systems AB (delat pris)
- 2010: Arkitektfirman SandellSandberg

## Svenska kraftnäts uppgifter i krig
Svenska kraftnät har flera viktiga uppgifter under krig eller höjd beredskap för att säkerställa Sveriges elförsörjning och stödja totalförsvaret. Här är några av deras centrala ansvarsområden:
Säkerställa elförsörjningen: Enligt Förordning (2007:1119) med instruktion för Affärsverket svenska kraftnät är det Svenska kraftnäts uppgift att i krig eller när regeringen annars bestämmer, i samverkan med övriga totalförsvarsmyndigheter, tillgodose samhällets behov av el. 
Krigsplacering av personal: För att upprätthålla elförsörjningen under höjd beredskap och krig har Svenska kraftnät, tillsammans med Energimyndigheten, tagit fram en vägledning för krigsplacering av medarbetare inom energisektorn. Detta säkerställer att nödvändig personal finns tillgänglig för drift och underhåll av kritisk infrastruktur.
Utbildning och civilplikt: Från och med 2025 planerar Svenska kraftnät att kalla in cirka 1 000 personer för utbildning inom civilplikt för att stärka elförsörjningen vid höjd beredskap och krig. Dessa individer kommer att utbildas i roller som kabelmontörer, luftledningsmontörer och stationstekniker för att säkerställa att elsystemet kan underhållas och repareras under krissituationer.
Samverkan med andra myndigheter: Svenska kraftnät samarbetar med andra totalförsvarsmyndigheter för att säkerställa att elförsörjningen fungerar även under krig eller kris. Detta inkluderar samarbete med Försvarsmakten och andra relevanta aktörer för att skydda och upprätthålla elnätets funktionalitet.
Genom dessa åtgärder bidrar Svenska kraftnät till att upprätthålla en stabil och säker elförsörjning, vilket är avgörande för samhällets funktionalitet under krig och kriser.